# Primera División de Bolivia 2004
La Primera División de Bolivia 2004 fue la 54.ª edición de la Primera División de Bolivia de fútbol. El torneo lo organizó la Liga de Fútbol Profesional Boliviano (LFPB). Se inició con el Torneo Apertura 2004, y finalizó con el Torneo Clausura 2004.
Esta temporada se vio empañada por amaño de partidos, incidentes bochornosos y grescas entre jugadores, también asuntos muy polémicos como: casos de dopaje y la habilitación de jugadores extranjeros que habían adoptado nacionalidad boliviana antes del tiempo mínimo de permanencia en el país (5 años), que según reglamento, el máximo permitido son 4 jugadores extranjeros en cada partido.

## Formato
Se dividió en dos torneos oficiales con el siguiente formato:

### Torneo Apertura
El Torneo Apertura fue el primero de la temporada. Se disputó bajo el sistema todos contra todos: los doce clubes compiten en dos ruedas (una como local y la otra de visitante), jugando un total de 22 partidos cada uno. Cada club recibió tres puntos por partido ganado, uno por partido empatado y cero por partido perdido. Los clubes fueron clasificados por puntos con los siguientes criterios de desempate (en orden): diferencia de goles, goles anotados y resultados directos entre equipos empatados. El equipo con más puntos después de las veintidós partidos fue declarado Campeón y clasificó a la Copa Libertadores 2005 como Bolivia 1.

### Torneo Clausura
El Torneo Clausura fue el segundo de la temporada. Se dividió en dos fases: La primera fase tuvo los doce equipos divididos en dos grupos, los mejores cuatro equipos de cada grupo avanzaron al Octogonal Final, mientras el resto quedaron automáticamente fuera de juego. El Octogonal Final se disputó bajo el sistema todos contra todos y el equipo que obtuvo mayor puntaje se consagró Campeón, clasificando como Bolivia 2 a la Copa Libertadores 2005.

## Equipos participantes
| Posición | Equipos ascendidos de la Copa Simón Bolívar 2003 |
| -------- | ------------------------------------------------ |
| 1º       | La Paz FC                                        |
| 2º       | Real Santa Cruz                                  |

| Posición | Equipos descendidos de la Temporada 2003 |
| -------- | ---------------------------------------- |
| 11º      | Guabirá                                  |
| 12º      | Independiente Petrolero                  |

El número de equipos para la temporada 2004 sigue siendo 12, el mismo que la temporada anterior.
Independiente Petrolero terminó último en la Tabla del Descenso y fue relegado a la Segunda División luego de permanecer por 14 temporadas en Primera División, también fue relegado el equipo de Guabirá al perder los partidos de ascenso y descenso indirecto con Real Santa Cruz. Fueron reemplazados por el campeón de la Copa Simón Bolívar 2003, La Paz FC que competirá en la LFPB por primera vez y por Real Santa Cruz que retornó a la Liga después de dos temporadas.
| Equipo            | Fundación               | Ciudad     | Estadio                 | Capacidad |
| ----------------- | ----------------------- | ---------- | ----------------------- | --------- |
| Aurora            | 27 de mayo de 1995      | Cochabamba | Félix Capriles          | 32.000    |
| Blooming          | 1 de mayo de 1946       | Santa Cruz | Ramón Tahuichi Aguilera | 35.000    |
| Bolívar           | 12 de abril de 1925     | La Paz     | Hernando Siles          | 42.000    |
| Iberoamericana    | 1993                    | La Paz     | Simón Bolívar           | 8.000     |
| La Paz FC         | 30 de mayo de 1989      | La Paz     | Hernando Siles          | 42.000    |
| Oriente Petrolero | 5 de noviembre de 1955  | Santa Cruz | Ramón Tahuichi Aguilera | 35.000    |
| Real Potosí       | 1 de abril de 1986      | Potosí     | Víctor Agustín Ugarte   | 30.000    |
| Real Santa Cruz   | 2 de mayo de 1962       | Santa Cruz | Juan Carlos Durán       | 11.000    |
| San José          | 19 de marzo de 1942     | Oruro      | Jesús Bermúdez          | 32.000    |
| The Strongest     | 8 de abril de 1908      | La Paz     | Hernando Siles          | 42.000    |
| Unión Central     | 8 de abril de 1980      | Tarija     | IV Centenario           | 18.000    |
| Wilstermann       | 24 de noviembre de 1949 | Cochabamba | Félix Capriles          | 32.000    |

## Torneo Apertura

### Tabla de posiciones
|                   | Pos. | Equipos           | PJ | PG | PE | PP | GF | GC | Dif. | Pts. |
| ----------------- | ---- | ----------------- | -- | -- | -- | -- | -- | -- | ---- | ---- |
|                   | 1.   | Bolívar (C)       | 22 | 17 | 2  | 3  | 51 | 21 | 30   | 53   |
| Copa Sudamericana | 2.   | Aurora            | 22 | 11 | 5  | 6  | 42 | 32 | 10   | 38   |
|                   | 3.   | Wilstermann       | 22 | 11 | 3  | 8  | 40 | 28 | 12   | 36   |
|                   | 4.   | Real Potosí       | 22 | 10 | 3  | 9  | 43 | 38 | 5    | 33   |
|                   | 5.   | San José          | 22 | 9  | 5  | 8  | 35 | 36 | -1   | 32   |
|                   | 6.   | Oriente Petrolero | 22 | 8  | 7  | 7  | 43 | 38 | 5    | 31   |
|                   | 7.   | La Paz FC         | 22 | 9  | 4  | 9  | 33 | 38 | -5   | 31   |
|                   | 8.   | Unión Central     | 22 | 8  | 6  | 8  | 27 | 29 | -2   | 30   |
|                   | 9.   | Real Santa Cruz   | 22 | 7  | 5  | 10 | 28 | 40 | -12  | 26   |
|                   | 10.  | The Strongest     | 22 | 7  | 3  | 12 | 31 | 31 | 0    | 24   |
|                   | 11.  | Blooming          | 22 | 5  | 4  | 13 | 28 | 52 | -24  | 19   |
|                   | 12.  | Iberoamericana    | 22 | 5  | 3  | 14 | 23 | 41 | -18  | 18   |

|  |                                                                                          |
|  | Campeón del Torneo Apertura y Clasificado para la Copa Libertadores 2005 como Bolivia 1. |
|  | Clasificado para la Copa Sudamericana 2004 como Bolivia 2.                               |

### Fixture
| Iberoamericana    | 1 - 3 | Real Santa Cruz | Simón Bolívar     | 14 de febrero | 15:30 |
| The Strongest     | 1 - 0 | Blooming        | Hernando Siles    | 15 de febrero | 15:30 |
| Aurora            | 4 - 2 | Real Potosí     | Félix Capriles    | 15 de febrero | 15:30 |
| Unión Central     | 0 - 2 | La Paz FC       | IV Centenario     | 15 de febrero | 16:00 |
| Oriente Petrolero | 1 - 1 | Bolívar         | Juan Carlos Durán | 15 de febrero | 18:00 |
| San José          | 2 - 3 | Wilstermann     | Jesús Bermúdez    | 18 de febrero | 15:30 |

| Wilstermann     | 5 - 1 | La Paz FC         | Félix Capriles          | 22 de febrero | 20:00 |
| Iberoamericana  | 1 - 0 | Unión Central     | Hernando Siles          | 25 de febrero | 18:00 |
| Bolívar         | 4 - 1 | San José          | Hernando Siles          | 25 de febrero | 20:00 |
| Real Potosí     | 3 - 2 | The Strongest     | Mario Mercado           | 26 de febrero | 20:00 |
| Real Santa Cruz | 3 - 1 | Aurora            | Juan Carlos Durán       | 26 de febrero | 20:30 |
| Blooming        | 1 - 1 | Oriente Petrolero | Ramón Tahuichi Aguilera | 23 de mayo    | 18:00 |

| La Paz FC         | 0 - 2 | Bolívar         | Hernando Siles    | 28 de febrero | 15:30 |
| The Strongest     | 2 - 0 | Real Santa Cruz | Hernando Siles    | 29 de febrero | 15:30 |
| Aurora            | 5 - 1 | Iberoamericana  | Félix Capriles    | 29 de febrero | 15:30 |
| Unión Central     | 2 - 1 | Wilstermann     | IV Centenario     | 29 de febrero | 16:00 |
| San José          | 2 - 1 | Blooming        | Jesús Bermúdez    | 29 de febrero | 16:00 |
| Oriente Petrolero | 1 - 1 | Real Potosí     | Juan Carlos Durán | 29 de febrero | 18:00 |

| Iberoamericana  | 1 - 4 | The Strongest     | Hernando Siles    | 6 de marzo | 15:30 |
| Bolívar         | 0 - 2 | Wilstermann       | Hernando Siles    | 7 de marzo | 15:30 |
| Aurora          | 1 - 3 | Unión Central     | Félix Capriles    | 7 de marzo | 15:30 |
| Real Potosí     | 2 - 1 | San José          | Mario Mercado     | 7 de marzo | 15:30 |
| Blooming        | 2 - 1 | La Paz FC         | Gilberto Parada   | 7 de marzo | 18:00 |
| Real Santa Cruz | 1 - 1 | Oriente Petrolero | Juan Carlos Durán | 7 de marzo | 18:00 |

| Unión Central     | 1 - 2 | Bolívar         | IV Centenario     | 10 de marzo | 20:00 |
| San José          | 5 - 1 | Real Santa Cruz | Jesús Bermúdez    | 10 de marzo | 20:00 |
| Wilstermann       | 6 - 2 | Blooming        | Félix Capriles    | 10 de marzo | 20:00 |
| Oriente Petrolero | 4 - 0 | Iberoamericana  | Juan Carlos Durán | 10 de marzo | 20:30 |
| La Paz FC         | 2 - 1 | Real Santa Cruz | Hernando Siles    | 11 de marzo | 18:00 |
| The Strongest     | 1 - 2 | Aurora          | Hernando Siles    | 11 de marzo | 20:00 |

| Iberoamericana  | 1 - 0 | San José          | Hernando Siles    | 13 de marzo | 15:30 |
| Aurora          | 2 - 2 | Oriente Petrolero | Félix Capriles    | 14 de marzo | 15:30 |
| Real Potosí     | 2 - 1 | Wilstermann       | Mario Mercado     | 14 de marzo | 15:30 |
| Blooming        | 1 - 2 | Bolívar           | Juan Carlos Durán | 14 de marzo | 18:00 |
| Real Santa Cruz | 1 - 3 | La Paz FC         | Juan Carlos Durán | 14 de marzo | 20:00 |
| The Strongest   | 1 - 1 | Unión Central     | Hernando Siles    | 28 de marzo | 15:30 |

| Bolívar           | 2 - 1 | Real Potosí     | Hernando Siles    | 3 de abril | 16:00 |
| La Paz FC         | 2 - 2 | Iberoamericana  | Hernando Siles    | 4 de abril | 14:00 |
| Wilstermann       | 4 - 2 | Real Santa Cruz | Félix Capriles    | 4 de abril | 15:30 |
| San José          | 2 - 1 | Aurora          | Jesús Bermúdez    | 4 de abril | 15:30 |
| Unión Central     | 1 - 0 | Blooming        | IV Centenario     | 4 de abril | 16:00 |
| Oriente Petrolero | 3 - 1 | The Strongest   | Juan Carlos Durán | 4 de abril | 18:00 |

| Oriente Petrolero | 3 - 0 | Unión Central | Juan Carlos Durán | 7 de abril  | 20:30 |
| Real Potosí       | 7 - 1 | Blooming      | Mario Mercado     | 11 de abril | 15:30 |
| Iberoamericana    | 0 - 1 | Wilstermann   | Hernando Siles    | 11 de abril | 15:30 |
| Aurora            | 3 - 1 | La Paz FC     | Félix Capriles    | 11 de abril | 15:30 |
| Real Santa Cruz   | 0 - 2 | Bolívar       | Juan Carlos Durán | 11 de abril | 18:00 |
| The Strongest     | 4 - 1 | San José      | Hernando Siles    | 20 de abril | 20:00 |

| San José      | 3 - 1 | Oriente Petrolero | Jesús Bermúdez    | 17 de abril | 15:30 |
| Bolívar       | 4 - 2 | Iberoamericana    | Simón Bolívar     | 18 de abril | 11:30 |
| Wilstermann   | 2 - 3 | Aurora            | Félix Capriles    | 18 de abril | 15:30 |
| La Paz FC     | 1 - 0 | The Strongest     | Hernando Siles    | 18 de abril | 15:30 |
| Unión Central | 3 - 1 | Real Potosí       | IV Centenario     | 18 de abril | 16:00 |
| Blooming      | 2 - 3 | Real Santa Cruz   | Juan Carlos Durán | 18 de abril | 18:00 |

| Iberoamericana    | 2 - 0 | Blooming      | Hernando Siles    | 24 de abril | 15:30 |
| Real Santa Cruz   | 1 - 1 | Real Potosí   | Juan Carlos Durán | 24 de abril | 18:00 |
| Aurora            | 1 - 0 | Bolívar       | Félix Capriles    | 25 de abril | 15:30 |
| San José          | 2 - 1 | Unión Central | Jesús Bermúdez    | 25 de abril | 15:30 |
| The Strongest     | 2 - 1 | Wilstermann   | Hernando Siles    | 25 de abril | 15:30 |
| Oriente Petrolero | 3 - 1 | La Paz FC     | Juan Carlos Durán | 25 de abril | 18:00 |

| Unión Central | 1 - 1 | Real Santa Cruz   | IV Centenario           | 28 de abril | 20:00 |
| Wilstermann   | 1 - 0 | Oriente Petrolero | Félix Capriles          | 28 de abril | 20:00 |
| Real Potosí   | 1 - 0 | Iberoamericana    | Mario Mercado           | 28 de abril | 20:00 |
| Blooming      | 1 - 1 | Aurora            | Ramón Tahuichi Aguilera | 28 de abril | 20:30 |
| La Paz FC     | 3 - 2 | San José          | Hernando Siles          | 29 de abril | 18:00 |
| Bolívar       | 2 - 1 | The Strongest     | Hernando Siles          | 29 de abril | 20:00 |

| La Paz FC       | 1 - 1 | Unión Central     | Hernando Siles    | 2 de mayo | 14:00 |
| Wilstermann     | 0 - 0 | San José          | Félix Capriles    | 2 de mayo | 15:30 |
| Real Potosí     | 2 - 3 | Aurora            | Mario Mercado     | 2 de mayo | 15:30 |
| Bolívar         | 6 - 1 | Oriente Petrolero | Hernando Siles    | 2 de mayo | 16:00 |
| Real Santa Cruz | 3 - 1 | Iberoamericana    | Juan Carlos Durán | 2 de mayo | 18:00 |
| Blooming        | 2 - 1 | The Strongest     | Juan Carlos Durán | 2 de mayo | 20:00 |

| La Paz FC         | 0 - 1 | Wilstermann     | Hernando Siles          | 5 de mayo  | 18:00 |
| The Strongest     | 3 - 0 | Real Potosí     | Hernando Siles          | 5 de mayo  | 20:00 |
| Aurora            | 2 - 0 | Real Santa Cruz | Félix Capriles          | 5 de mayo  | 20:00 |
| Unión Central     | 2 - 0 | Iberoamericana  | IV Centenario           | 5 de mayo  | 20:00 |
| San José          | 1 - 1 | Bolívar         | Jesús Bermúdez          | 5 de mayo  | 20:00 |
| Oriente Petrolero | 4 - 2 | Blooming        | Ramón Tahuichi Aguilera | 6 de junio | 20:30 |

| Wilstermann     | 2 - 0 | Unión Central     | Félix Capriles    | 8 de mayo | 20:00 |
| Iberoamericana  | 1 - 1 | Aurora            | Hernando Siles    | 9 de mayo | 14:00 |
| Real Potosí     | 4 - 3 | Oriente Petrolero | Mario Mercado     | 9 de mayo | 15:30 |
| Bolívar         | 5 - 1 | La Paz FC         | Hernando Siles    | 9 de mayo | 16:00 |
| Blooming        | 2 - 1 | San José          | Juan Carlos Durán | 9 de mayo | 16:00 |
| Real Santa Cruz | 1 - 0 | The Strongest     | Juan Carlos Durán | 9 de mayo | 18:00 |

| La Paz FC         | 2 - 0 | Blooming        | Hernando Siles    | 12 de mayo | 18:00 |
| The Strongest     | 0 - 1 | Iberoamericana  | Hernando Siles    | 12 de mayo | 20:00 |
| Wilstermann       | 1 - 2 | Bolívar         | Félix Capriles    | 13 de mayo | 20:00 |
| San José          | 4 - 3 | Real Potosí     | Jesús Bermúdez    | 13 de mayo | 20:00 |
| Unión Central     | 3 - 1 | Aurora          | IV Centenario     | 13 de mayo | 20:00 |
| Oriente Petrolero | 2 - 2 | Real Santa Cruz | Juan Carlos Durán | 13 de mayo | 20:30 |

| Iberoamericana  | 4 - 0 | Oriente Petrolero | Hernando Siles    | 16 de mayo | 14:00 |
| Aurora          | 3 - 0 | The Strongest     | Félix Capriles    | 16 de mayo | 15:30 |
| Real Potosí     | 3 - 1 | La Paz FC         | Mario Mercado     | 16 de mayo | 15:30 |
| Bolívar         | 2 - 1 | Unión Central     | Hernando Siles    | 16 de mayo | 16:00 |
| Real Santa Cruz | 0 - 1 | San José          | Juan Carlos Durán | 16 de mayo | 18:00 |
| Blooming        | 2 - 2 | Wilstermann       | Juan Carlos Durán | 16 de mayo | 20:00 |

| La Paz FC         | 2 - 2 | Real Santa Cruz | Hernando Siles    | 19 de mayo | 18:00 |
| Bolívar           | 4 - 0 | Blooming        | Hernando Siles    | 19 de mayo | 20:00 |
| Wilstermann       | 1 - 2 | Real Potosí     | Félix Capriles    | 19 de mayo | 20:00 |
| Unión Central     | 1 - 1 | The Strongest   | IV Centenario     | 19 de mayo | 20:00 |
| Oriente Petrolero | 4 - 1 | Aurora          | Juan Carlos Durán | 20 de mayo | 20:00 |
| San José          | 2 - 0 | Iberoamericana  | Jesús Bermúdez    | 23 de mayo | 15:30 |

| The Strongest   | 1 - 2 | Oriente Petrolero | Hernando Siles          | 6 de junio  | 20:00 |
| Iberoamericana  | 2 - 3 | La Paz FC         | Simón Bolívar           | 9 de junio  | 11:30 |
| Aurora          | 1 - 1 | San José          | Félix Capriles          | 9 de junio  | 20:00 |
| Real Santa Cruz | 1 - 0 | Wilstermann       | Juan Carlos Durán       | 9 de junio  | 20:30 |
| Real Potosí     | 0 - 1 | Bolívar           | Mario Mercado           | 10 de junio | 15:30 |
| Blooming        | 5 - 2 | Unión Central     | Ramón Tahuichi Aguilera | 10 de junio | 18:00 |

| La Paz FC     | 0 - 0 | Aurora            | Hernando Siles          | 12 de junio | 15:30 |
| Wilstermann   | 1 - 0 | Iberoamericana    | Félix Capriles          | 12 de junio | 20:00 |
| San José      | 1 - 1 | The Strongest     | Jesús Bermúdez          | 13 de junio | 15:30 |
| Bolívar       | 4 - 0 | Real Santa Cruz   | Hernando Siles          | 13 de junio | 15:30 |
| Unión Central | 2 - 1 | Oriente Petrolero | IV Centenario           | 13 de junio | 16:00 |
| Blooming      | 2 - 1 | Real Potosí       | Ramón Tahuichi Aguilera | 13 de junio | 18:00 |

| The Strongest     | 0 - 2 | La Paz FC     | Hernando Siles          | 16 de junio | 11:30 |
| Real Potosí       | 1 - 1 | Unión Central | Mario Mercado           | 16 de junio | 20:00 |
| Real Santa Cruz   | 3 - 1 | Blooming      | Juan Carlos Durán       | 16 de junio | 20:30 |
| Aurora            | 1 - 0 | Wilstermann   | Félix Capriles          | 16 de junio | 20:30 |
| Iberoamericana    | 2 - 3 | Bolívar       | Simón Bolívar           | 17 de junio | 11:30 |
| Oriente Petrolero | 4 - 0 | San José      | Ramón Tahuichi Aguilera | 17 de junio | 20:30 |

| La Paz FC     | 2 - 0 | Oriente Petrolero | Hernando Siles          | 19 de junio | 15:00 |
| Bolívar       | 2 - 0 | Aurora            | Hernando Siles          | 20 de junio | 15:30 |
| Real Potosí   | 3 - 0 | Real Santa Cruz   | Mario Mercado           | 20 de junio | 15:30 |
| Wilstermann   | 3 - 2 | The Strongest     | Félix Capriles          | 20 de junio | 15:30 |
| Blooming      | 0 - 0 | Iberoamericana    | Ramón Tahuichi Aguilera | 20 de junio | 18:00 |
| Unión Central | 0 - 0 | San José          | IV Centenario           | 20 de junio | 20:00 |

| Iberoamericana    | 1 - 2 | Real Potosí   | Simón Bolívar           | 23 de junio | 11:30 |
| San José          | 3 - 2 | La Paz FC     | Jesús Bermúdez          | 24 de junio | 15:30 |
| Real Santa Cruz   | 0 - 1 | Unión Central | Juan Carlos Durán       | 24 de junio | 20:00 |
| Aurora            | 5 - 1 | Blooming      | Félix Capriles          | 24 de junio | 20:00 |
| The Strongest     | 3 - 0 | Bolívar       | Hernando Siles          | 24 de junio | 20:00 |
| Oriente Petrolero | 2 - 2 | Wilstermann   | Ramón Tahuichi Aguilera | 24 de junio | 20:00 |

Bolívar obtuvo el puntaje más alto desde que se disputa el sistema todos contra todos, con 53 puntos sobre 66 posibles (12 equipos - 22 fechas) y un 80,3 % de efectividad.
|                                                                    |
| Campeón Bolívar 13º título liguero 19.o título de Primera División |

## Torneo Clausura

### Fase de grupos

#### Tabla de Posiciones Grupo A
| Pos | Equipo         | Pts | PJ | PG | PE | PP | GF | GC | Dif |
| --- | -------------- | --- | -- | -- | -- | -- | -- | -- | --- |
| 1.  | Bolívar        | 18  | 10 | 4  | 6  | 0  | 11 | 6  | 5   |
| 2.  | San José       | 17  | 10 | 5  | 2  | 3  | 19 | 10 | 9   |
| 3.  | The Strongest  | 14  | 10 | 4  | 2  | 4  | 10 | 14 | -4  |
| 4.  | Real Potosí    | 12  | 10 | 3  | 3  | 4  | 19 | 17 | 2   |
| 5.  | Iberoamericana | 12  | 10 | 3  | 3  | 4  | 11 | 16 | -5  |
| 6.  | La Paz FC      | 7   | 10 | 1  | 4  | 5  | 12 | 19 | -7  |

Pts = Puntos; PJ = Partidos Jugados; G = Partidos Ganados; E = Partidos Empatados; P = Partidos Perdidos; GF = Goles Anotados; GC = Goles Recibidos; Dif = Diferencia de gol
|  | Clasificados al Octogonal Final. |

Fixture
| La Paz FC | 0 - 2 | The Strongest  | Hernando Siles | 24 de julio     | 15:30 |
| San José  | 3 - 0 | Real Potosí    | Jesús Bermúdez | 25 de julio     | 15:30 |
| Bolívar   | 1 - 1 | Iberoamericana | Simón Bolívar  | 5 de septiembre | 11:30 |

| Iberoamericana | 0 - 4 | San José      | Hernando Siles | 31 de julio | 15:30 |
| Bolívar        | 2 - 2 | La Paz FC     | Hernando Siles | 1 de agosto | 15:30 |
| Real Potosí    | 2 - 0 | The Strongest | Mario Mercado  | 1 de agosto | 15:30 |

| La Paz FC     | 3 - 2 | Real Potosí    | Hernando Siles | 8 de agosto | 14:00 |
| San José      | 0 - 0 | Bolívar        | Jesús Bermúdez | 8 de agosto | 15:30 |
| The Strongest | 0 - 0 | Iberoamericana | Hernando Siles | 8 de agosto | 16:00 |

| Iberoamericana | 2 - 2 | Real Potosí   | Hernando Siles | 14 de agosto | 15:30 |
| Bolívar        | 1 - 1 | The Strongest | Hernando Siles | 15 de agosto | 15:30 |
| San José       | 2 - 2 | La Paz FC     | Jesús Bermúdez | 15 de agosto | 15:30 |

| La Paz FC     | 1 - 2 | Iberoamericana | Hernando Siles | 22 de agosto | 14:00 |
| Real Potosí   | 0 - 1 | Bolívar        | Mario Mercado  | 22 de agosto | 15:30 |
| The Strongest | 2 - 0 | San José       | Hernando Siles | 22 de agosto | 16:00 |

| Real Potosí    | 1 - 3 | San José  | Mario Mercado  | 25 de agosto | 20:00 |
| Iberoamericana | 0 - 1 | Bolívar   | Simón Bolívar  | 26 de agosto | 11:30 |
| The Strongest  | 2 - 0 | La Paz FC | Hernando Siles | 26 de agosto | 20:00 |

| The Strongest | 2 - 6 | Real Potosí    | Hernando Siles | 28 de agosto | 15:30 |
| La Paz FC     | 1 - 1 | Bolívar        | Hernando Siles | 29 de agosto | 15:30 |
| San José      | 1 - 2 | Iberoamericana | Jesús Bermúdez | 29 de agosto | 15:30 |

| Iberoamericana | 0 - 1 | The Strongest | Hernando Siles | 11 de septiembre | 15:30 |
| Bolívar        | 2 - 0 | San José      | Hernando Siles | 12 de septiembre | 15:30 |
| Real Potosí    | 1 - 1 | La Paz FC     | Mario Mercado  | 12 de septiembre | 15:30 |

| La Paz FC     | 1 - 2 | San José       | Hernando Siles | 19 de septiembre | 14:00 |
| The Strongest | 0 - 1 | Bolívar        | Hernando Siles | 19 de septiembre | 16:00 |
| Real Potosí   | 4 - 1 | Iberoamericana | Mario Mercado  | 19 de septiembre | 18:00 |

| Iberoamericana | 3 - 1 | La Paz FC     | Simón Bolívar  | 26 de septiembre | 16:00 |
| Bolívar        | 1 - 1 | Real Potosí   | Hernando Siles | 26 de septiembre | 16:00 |
| San José       | 4 - 0 | The Strongest | Jesús Bermúdez | 26 de septiembre | 16:00 |

#### Tabla de Posiciones Grupo B
| Pos | Equipo            | Pts | PJ | PG | PE | PP | GF | GC | Dif |
| --- | ----------------- | --- | -- | -- | -- | -- | -- | -- | --- |
| 1º  | Blooming          | 18  | 10 | 5  | 3  | 2  | 19 | 14 | 5   |
| 2º  | Unión Central     | 16  | 10 | 5  | 1  | 4  | 15 | 14 | 1   |
| 3º  | Wilstermann       | 15  | 10 | 4  | 3  | 3  | 13 | 10 | 3   |
| 4º  | Oriente Petrolero | 13  | 10 | 3  | 4  | 4  | 13 | 11 | 2   |
| 5º  | Aurora            | 12  | 10 | 3  | 3  | 4  | 10 | 16 | -6  |
| 6º  | Real Santa Cruz   | 8   | 10 | 2  | 2  | 6  | 14 | 19 | -5  |

Pts = Puntos; PJ = Partidos Jugados; G = Partidos Ganados; E = Partidos Empatados; P = Partidos Perdidos; GF = Goles Anotados; GC = Goles Recibidos; Dif = Diferencia de gol
|  | Clasificados al Octogonal Final. |

Fixture
| Real Santa Cruz | 1 - 2 | Unión Central     | Juan Carlos Durán       | 24 de julio | 18:00 |
| Wilstermann     | 1 - 0 | Oriente Petrolero | Félix Capriles          | 24 de julio | 20:00 |
| Blooming        | 4 - 2 | Aurora            | Ramón Tahuichi Aguilera | 25 de julio | 19:30 |

| Aurora        | 2 - 1 | Real Santa Cruz   | Félix Capriles          | 1 de agosto | 15:30 |
| Unión Central | 1 - 0 | Oriente Petrolero | IV Centenario           | 1 de agosto | 16:00 |
| Blooming      | 0 - 2 | Wilstermann       | Ramón Tahuichi Aguilera | 1 de agosto | 18:00 |

| Wilstermann       | 2 - 0 | Unión Central | Félix Capriles          | 8 de agosto | 15:30 |
| Oriente Petrolero | 4 - 0 | Aurora        | Ramón Tahuichi Aguilera | 8 de agosto | 18:00 |
| Real Santa Cruz   | 2 - 2 | Blooming      | Juan Carlos Durán       | 9 de agosto | 20:30 |

| Real Santa Cruz | 2 - 1 | Wilstermann       | Juan Carlos Durán       | 14 de agosto | 18:00 |
| Aurora          | 0 - 2 | Unión Central     | Félix Capriles          | 15 de agosto | 15:30 |
| Blooming        | 1 - 1 | Oriente Petrolero | Ramón Tahuichi Aguilera | 15 de agosto | 18:00 |

| Wilstermann       | 1 - 0 | Aurora          | Félix Capriles          | 22 de agosto | 16:00 |
| Unión Central     | 0 - 2 | Blooming        | IV Centenario           | 22 de agosto | 16:00 |
| Oriente Petrolero | 1 - 1 | Real Santa Cruz | Ramón Tahuichi Aguilera | 22 de agosto | 18:00 |

| Unión Central     | 3 - 1 | Real Santa Cruz | IV Centenario           | 25 de agosto | 20:00 |
| Oriente Petrolero | 1 - 1 | Wilstermann     | Ramón Tahuichi Aguilera | 25 de agosto | 20:30 |
| Aurora            | 0 - 0 | Blooming        | Félix Capriles          | 26 de agosto | 20:00 |

| Wilstermann       | 2 - 3 | Blooming      | Félix Capriles    | 29 de agosto | 15:30 |
| Real Santa Cruz   | 1 - 2 | Aurora        | Juan Carlos Durán | 29 de agosto | 18:00 |
| Oriente Petrolero | 3 - 2 | Unión Central | Juan Carlos Durán | 29 de agosto | 20:00 |

| Aurora        | 0 - 0 | Oriente Petrolero | Félix Capriles          | 12 de septiembre | 15:30 |
| Blooming      | 3 - 2 | Real Santa Cruz   | Ramón Tahuichi Aguilera | 12 de septiembre | 18:00 |
| Unión Central | 1 - 1 | Wilstermann       | IV Centenario           | 15 de septiembre | 16:00 |

| Wilstermann       | 1 - 2 | Real Santa Cruz | Félix Capriles          | 19 de septiembre | 16:00 |
| Oriente Petrolero | 1 - 3 | Blooming        | Ramón Tahuichi Aguilera | 19 de septiembre | 16:00 |
| Unión Central     | 2 - 3 | Aurora          | IV Centenario           | 19 de septiembre | 18:00 |

| Aurora          | 1 - 1 | Wilstermann       | Félix Capriles          | 26 de septiembre | 16:00 |
| Real Santa Cruz | 1 - 2 | Oriente Petrolero | Juan Carlos Durán       | 26 de septiembre | 16:00 |
| Blooming        | 1 - 2 | Unión Central     | Ramón Tahuichi Aguilera | 26 de septiembre | 16:00 |

### Octogonal Final
| Pos | Equipo                | Pts | PJ | PG | PE | PP | GF | GC | Dif |
| --- | --------------------- | --- | -- | -- | -- | -- | -- | -- | --- |
| 1.  | Oriente Petrolero (1) | 30  | 14 | 9  | 0  | 5  | 31 | 18 | 13  |
| 2.  | Real Potosí           | 24  | 14 | 7  | 3  | 4  | 32 | 27 | 5   |
| 3.  | San José              | 24  | 14 | 7  | 3  | 4  | 28 | 27 | 1   |
| 4.  | Wilstermann           | 20  | 14 | 5  | 5  | 4  | 15 | 14 | 1   |
| 5.  | The Strongest (1)     | 19  | 14 | 9  | 0  | 5  | 27 | 14 | 13  |
| 6.  | Bolívar               | 18  | 14 | 5  | 3  | 6  | 22 | 32 | -10 |
| 7.  | Blooming              | 13  | 14 | 4  | 1  | 9  | 22 | 28 | -6  |
| 8.  | Unión Central (1)     | 8   | 14 | 1  | 3  | 10 | 18 | 35 | -17 |

Pts = Puntos; PJ = Partidos Jugados; G = Partidos Ganados; E = Partidos Empatados; P = Partidos Perdidos; GF = Goles Anotados; GC = Goles Recibidos; Dif = Diferencia de gol
(1): The Strongest perdió 8 puntos, mientras que Oriente Petrolero y Unión Central fueron bonificados con 3 puntos luego de impugnar y fallar el Tribunal Superior de Disciplina Deportiva en favor de ambos. Sin embargo tras el rechazo de la Comisión Disciplinaria de la LFPB se le otorgaron los puntos al equipo de The Strongest, posterior a ello igualó en puntos a Oriente Petrolero y forzó la serie de desempate para definir al campeón del Torneo.

#### Fixture
| San José          | 2 - 2 | Bolívar       | Jesús Bermúdez          | 16 de octubre | 15:30 |
| Wilstermann       | 1 - 1 | Blooming      | Félix Capriles          | 17 de octubre | 15:30 |
| The Strongest     | 4 - 1 | Unión Central | Hernando Siles          | 17 de octubre | 16:00 |
| Oriente Petrolero | 3 - 0 | Real Potosí   | Ramón Tahuichi Aguilera | 17 de octubre | 18:00 |

| The Strongest | 3 - 0 | San José          | Hernando Siles          | 24 de octubre | 15:30 |
| Real Potosí   | 2 - 2 | Bolívar           | Mario Mercado           | 24 de octubre | 15:30 |
| Unión Central | 0 - 0 | Wilstermann       | IV Centenario           | 24 de octubre | 16:00 |
| Blooming      | 1 - 2 | Oriente Petrolero | Ramón Tahuichi Aguilera | 24 de octubre | 18:00 |

| San José          | 2 - 2 | Real Potosí   | Jesús Bermúdez          | 27 de octubre   | 16:00 |
| Wilstermann       | 1 - 0 | The Strongest | Félix Capriles          | 27 de octubre   | 20:00 |
| Oriente Petrolero | 2 - 0 | Unión Central | Ramón Tahuichi Aguilera | 27 de octubre   | 20:30 |
| Bolívar           | 6 - 2 | Blooming      | Hernando Siles          | 10 de noviembre | 20:00 |

| The Strongest | 1 - 0 | Oriente Petrolero | Hernando Siles          | 31 de octubre | 15:30 |
| Wilstermann   | 1 - 2 | San José          | Félix Capriles          | 31 de octubre | 15:30 |
| Unión Central | 2 - 3 | Bolívar           | IV Centenario           | 31 de octubre | 16:00 |
| Blooming      | 4 - 2 | Real Potosí       | Ramón Tahuichi Aguilera | 31 de octubre | 18:00 |

| San José          | 2 - 1 | Blooming      | Jesús Bermúdez          | 6 de noviembre | 16:00 |
| Real Potosí       | 3 - 1 | Unión Central | Mario Mercado           | 7 de noviembre | 15:30 |
| Bolívar           | 2 - 0 | The Strongest | Hernando Siles          | 7 de noviembre | 15:30 |
| Oriente Petrolero | 1 - 3 | Wilstermann   | Ramón Tahuichi Aguilera | 7 de noviembre | 18:00 |

| The Strongest     | 2 - 1 | Real Potosí | Hernando Siles          | 20 de noviembre | 15:30 |
| Unión Central     | 1 - 3 | Blooming    | IV Centenario           | 20 de noviembre | 16:00 |
| Wilstermann       | 1 - 0 | Bolívar     | Felux Capriles          | 21 de noviembre | 15:30 |
| Oriente Petrolero | 3 - 2 | San José    | Ramón Tahuichi Aguilera | 21 de noviembre | 18:00 |

| Real Potosí | 3 - 1 | Wilstermann       | Mario Mercado           | 24 de noviembre | 20:00 |
| San José    | 2 - 2 | Unión Central     | Jesús Bermúdez          | 24 de noviembre | 20:00 |
| Blooming    | 1 - 0 | The Strongest     | Ramón Tahuichi Aguilera | 24 de noviembre | 20:30 |
| Bolívar     | 1 - 2 | Oriente Petrolero | Hernando Siles          | 7 de diciembre  | 20:00 |

| Real Potosí   | 3 - 2 | Oriente Petrolero | Mario Mercado           | 27 de noviembre | 15:30 |
| Bolívar       | 1 - 2 | San José          | Hernando Siles          | 28 de noviembre | 15:30 |
| Unión Central | 1 - 2 | The Strongesst    | IV Centenario           | 28 de noviembre | 16:00 |
| Blooming      | 0 - 1 | Wilstermann       | Ramón Tahuichi Aguilera | 28 de noviembre | 18:00 |

| The Strongest | 0 - 1 | Wilstermann       | Hernando Siles          | 1 de diciembre | 19:30 |
| Real Potosí   | 5 - 2 | San José          | Mario Mercado           | 1 de diciembre | 20:00 |
| Unión Central | 2 - 3 | Oriente Petrolero | IV Centenario           | 1 de diciembre | 20:00 |
| Blooming      | 2 - 0 | Bolívar           | Ramón Tahuichi Aguilera | 1 de diciembre | 21:00 |

| Wilstermann       | 2 - 2 | Unión Central | Félix Capriles          | 3 de diciembre | 20:00 |
| San José          | 3 - 4 | The Strongest | Jesús Bermúdez          | 4 de diciembre | 15:30 |
| Bolívar           | 2 - 0 | Real Potosí   | Hernando Siles          | 4 de diciembre | 15:30 |
| Oriente Petrolero | 2 - 0 | Blooming      | Ramón Tahuichi Aguilera | 4 de diciembre | 20:00 |

| The Strongest | 7 - 0 | Bolívar           | Hernando Siles          | 9 de diciembre | 20:00 |
| Unión Central | 0 - 3 | Real Potosí       | IV Centenario           | 9 de diciembre | 20:00 |
| Wilstermann   | 0 - 1 | Oriente Petrolero | Félix Capriles          | 9 de diciembre | 20:00 |
| Blooming      | 1 - 2 | San José          | Ramón Tahuichi Aguilera | 9 de diciembre | 18:00 |

| Bolívar           | 3 - 1 | Unión Central | Hernando Siles          | 11 de diciembre | 15:30 |
| Real Potosí       | 4 - 3 | Blooming      | Mario Mercado           | 12 de diciembre | 15:30 |
| San José          | 2 - 1 | Wilstermann   | Jesús Bermúdez          | 12 de diciembre | 15:30 |
| Oriente Petrolero | 0 - 1 | The Strongest | Ramón Tahuichi Aguilera | 12 de diciembre | 18:00 |

| Unión Central     | 1 - 2 | San José    | IV Centenario           | 15 de diciembre | 15:30 |
| The Strongest     | 1 - 0 | Blooming    | Hernando Siles          | 15 de diciembre | 20:00 |
| Wistermann        | 1 - 1 | Real Potosí | Félix Capriles          | 15 de diciembre | 20:00 |
| Oriente Petrolero | 9 - 0 | Bolívar     | Ramón Tahuichi Aguilera | 15 de diciembre | 20:00 |

| Real Potosí | 3 - 2 | The Strongest     | Mario Mercado           | 19 de diciembre | 16:00 |
| Blooming    | 3 - 4 | Unión Central     | Ramón Tahuichi Aguilera | 19 de diciembre | 16:00 |
| San José    | 4 - 1 | Oriente Petrolero | Jesús Bermúdez          | 19 de diciembre | 16:00 |
| Bolívar     | 1 - 1 | Wilstermann       | Hernando Siles          | 19 de diciembre | 16:00 |

#### Definición del Campeonato
Los equipos de Oriente Petrolero y The Strongest se enfrentaron en partidos de ida y vuelta, donde la diferencia de goles no contaba y de persistir el empate en puntos se definiría en un partido extra. El ganador clasificó a la Copa Libertadores 2005 como Bolivia 2, mientras que el subcampeón obtuvo el cupo Bolivia 3.
| 21 de diciembre de 2004, 20:30 (UTC-4) | Oriente Petrolero                         | 3:1 (2:0) | The Strongest     | Estadio Ramón Tahuichi Aguilera, Santa Cruz de la Sierra |                            |
|                                        | Eduardo Melgar 5' · Erwin Sánchez 12' 53' |           | 51' Sandro Coelho | Árbitro(s): Marcelo Ortubé                               | Árbitro(s): Marcelo Ortubé |

| 23 de diciembre de 2004, 20:10 (UTC-4) | The Strongest                         | 2:1 (0:0) | Oriente Petrolero | Estadio Hernando Siles, La Paz |                           |
|                                        | Richard Rojas 52' · Diego Cabrera 74' |           | 7' Favio Giménez  | Árbitro(s): Juan Paniagua      | Árbitro(s): Juan Paniagua |

| 25 de diciembre de 2004, 20:00 (UTC-4) | The Strongest | 1:1 (1:1) (4:3) pen. | Oriente Petrolero   | Estadio Félix Capriles, Cochabamba |                            |
|                                        | Líder Paz 4'  |                      | 34' Néstor Espinoza | Árbitro(s): Marcelo Ortubé         | Árbitro(s): Marcelo Ortubé |

|                                                                             |
| Campeón The Strongest 7º título liguero 10º título de Primera División Nota |

Nota: El 4 de marzo de 2005 Oriente Petrolero fue proclamado campeón por la LFPB tras la impugnación hecha al jugador de The Strongest, Marcelo Robledo; argumentado por falsificación de nacionalidad. Posteriormente, The Strongest presentó un último recurso ante el Tribunal Supremo de Justicia (máximo ente de justicia boliviana) y tras una larga batalla legal contra Oriente Petrolero, el fallo fue a su favor y a partir del 14 de julio de 2009 The Strongest es reconocido como campeón legítimo del Torneo Clausura.

## Descensos y Ascensos
Para establecer el descenso directo e indirecto al final de la Temporada 2004, se aplicó el punto promedio a los torneos de las Temporadas 2003 y 2004.

| Pos. | Equipo            | 2003 | 2004 | Total | PJ | Prom.  |
| ---- | ----------------- | ---- | ---- | ----- | -- | ------ |
| 1.   | Bolívar           | 63   | 71   | 134   | 66 | 2.0303 |
| 2.   | The Strongest     | 71   | 38   | 109   | 66 | 1.6515 |
| 3.   | Wilstermann       | 56   | 51   | 107   | 66 | 1.6212 |
| 4.   | Oriente Petrolero | 53   | 44   | 97    | 66 | 1.4696 |
| 5.   | Real Potosí       | 45   | 50   | 95    | 66 | 1.4394 |
| 6.   | Aurora            | 41   | 50   | 91    | 66 | 1.3787 |
| 7.   | San José          | 38   | 49   | 87    | 66 | 1.3182 |
| 8.   | Blooming          | 44   | 37   | 81    | 66 | 1.2272 |
| 9.   | Unión Central     | 34   | 46   | 80    | 66 | 1.2121 |
| 10.  | La Paz FC         | –    | 38   | 38    | 32 | 1.1875 |
| 11.  | Iberoamericana    | 47   | 30   | 77    | 66 | 1.1666 |
| 12.  | Real Santa Cruz   | –    | 34   | 34    | 32 | 1.0625 |

|  |                                                                                |
|  | Disputó el descenso indirecto contra el 2º de la Copa Simón Bolívar (Bolivia). |
|  | Descendió a la Segunda División.                                               |

### Serie Ascenso - Descenso Indirecto
| Club           | Ida (Trinidad) | Vuelta (La Paz) | Definitorio (CBBA) |
| -------------- | -------------- | --------------- | ------------------ |
| 1.º de Mayo    | 3              | 0               | 0                  |
| Iberoamericana | 1              | 9               | 2                  |

|  | Iberoamericana permanece en 1ª División. |